# Kfar Aza
Kfar Aza (în ebraică]: כפר עזה - Satul Gaza, se pronunță Kfar 'Aza) este un kibuț din regiunea Hevel Besor din nordul deșertului Neghev, din sudul Israelului, aflat pe șoseaua 232, între orașele Netivot și Sderot, la circa 5 km est de orașul arab palestinian Gaza, la 7 km nord-vest de Netivot și la nord de kibuțul Saad.Kfar Aza face parte din teritoriul Consiliului Regional Sháar Haneghev (Poarta Neghevului). În 2022 avea 787 locuitori. Kibuțul este afiliat la Mișcarea Kibuțiană.

## Numele
Kfar Aza (Satul Aza) se numește așa fiindcă se află vizavi de tabăra de refugiați palestinieni Jebalia, orașul Gaza (în ebraică:'Aza) și ogoarele acestora, la 2 km de hotarul cu Fâșia Gaza.

## Istoria
Kibuțul a fost întemeiat în nord-estul deșertului Neghev în august 1951 de imigranți și refugiați evrei din Egipt și Tanger din Maroc, care au trecut cursuri de muncă agricolă la Ein Harod, Ayelet Hashahar și apoi la Afikim. Așezarea s-a numit la început Yaghev Vashdemot (Ogoare și țarine).
La început așezarea a avut 85 membri care au locuit în corturi și au început să lucreze pământul. Multi dintre ei au lucrat în afara așezării. La inceputul anului 1953 au început să crească ovine, si să producă țiglă. În iunie 1953 au schimbat numele kibutului în Kfar Aza, nume care fusese folosit înainte de kibuțul vecin Nahal Oz.  
Până la începutul anului 1954 mulți membri au părăsit kibuțul din cauza conditiilor grele de viață și lucru, inclusiv lipsa de alimente, electrificarea limitată, lipsa de șosele, localitatea fiind izolată în timp de ploaie, necazuri produse de intruși palestineni care furau țevi de irigații și produse agricole. În mai 1955 a fost incendiata magazia cu nutreț a satului.  
În octombrie David Hazan a fost primul membru al localitătii ucis de fedaini palestineni, cand a calcat  pe o mina la Tel Reyim. }n ianuarie 1953 un tractor a calcat pe o mină, de data aceasta fara pierderi umane,și în august 1953 25 de palestineni de peste hotar au furat stupii de albine ai așezării. Totusi, în comparatie cu alte așezări din zonă, kibuțul a  avut parte de o liniște relativă până la începutul anului 1956.   
La începutul lui 1956 s-a agravat procesul de dezintegrare a nucleului fondator al satului, între altele și din cauza unor conflicte de cauză culturală-comunitară între cele două grupe de locuitori care l-au întemeiat. 

## Reconstituirea așezării
În anii 1955-1956 așezarea a fost întreținută de celule ale unităților agricole de tineri militari Nahal, veniți din alte kibuțuri, in total câte 15 voluntari organizați în plutonul denumit Haplugá hamekubetzet
După războiul israelo-egiptean din octombrie 1956 așezarea a fost reîntemeiată în 1956-1957 de o celulă a unor absolvenți ai Mișcării Hanòar haovéd (Tineretul Muncitor), din centrul Israelului, precum si foști cercetași din Ierusalim care au primit instructie agricolă la Tel Yosef si Hatzerim, și care se aflau în serviciu militar regulat într-o unitate de parașutiști Nahal Băieții din rândurile lor, au participat la actiunile de represalii contra fedainilor palestineni din Fâșia Gaza și   Iordania, și la războiul din Sinai. Acestor soldați și soldate li s-au alăturat tineri din Kfar Saba, Ramat Hasharon, Petah Tikva și Herzliya si a doi kibuțnici veterani din kibutul Afikim.  
Așezarea fost reîntemeiată oficial de sărbătoarea Tu Bishvat 1957. În anii ce au urmat au continuat acțiuni teroriste dinspre Fâșia Gaza, care era din 1949 sub controlul Egiptului.
În cursul anilor Kfar Aza a cooptat noi celule ale mișcărilor de tineret precum și kibuțnici, primind și ajutorul unor voluntari din întreaga lume. La începutul anilor 1960 satul a participat la experiențe de irigații ale Institutului de cercetări agronomice Vulkani în culturile de sorg și bumbac. În 1958 s-a deschis un ștrand, iar în primăvara anului 1966 s-a inaugurat nouă cantină a kibuțului. 
După ce O.N.U a evacuat la cererea Egiptului forța de pace a ONU instalată după război la linia de armistițiu cu Israelul, membrii kibuțului au luat poziții de pază. La izbucnirea Războiului de Șase Zile la 5 -6 iunie 1967 vreme de 36 ore așezarea a fost bombardată de egipteni dinspre Fâșia Gaza. Locuitorii s-au ascuns în adăposturi, iar recolta de pe 25 hectare a fost arsă de bombardamente. Un kibuțnic a fost ucis de o mină.
În anii 1970-1980 kibuțul a cunoscut o creștere economică,a cooptat noi membri și a dezvoltat suprastructura. S-a renunțat la dormitoarele separate pentru copii, care făcuseră multă vreme parte din ideologia kibuțurilor, si s-a construit o zonă centrală care a cuprins lărgirea cantinei, un club social și un cămin cultural. În anii 2000 s-au dezvoltat și sectoare industriale.

## În secolul al XXI-lea
De la începutul așa numitei Intifadei Al-Aksa (2001-2005) proximitatea localității cu Gaza și tabăra Jebalia, au făcut din kibuț o țintă ușoară pentru atacuri cu rachete și obuze. 
Din 2006 Fâșia Gaza vecină au fost retrase complet ultimele trupe israeliene și au fost evacuat așezările evreiești înființate în cursul anilor în zona numită Gush Katif, partidul terorist islamist Hamas a preluat prin alegeri și apoi și prin violență, puterea în Fâșie, secondat fiind de alte grupuri de teroare intre care Jihadul Islamic. În mai 2008 un obuz dinspre Fâșia Gaza a omorât un kibuțnic, Jimmy Kedoshim. În urma acestui eveniment, mai mulți locuitori au părăsit localitatea.
În timpul unor noi ostilități militare în iulie și august 2014 (Operațiunea „Marja de apărare” sau „Stânca trainică” - „Tzuk Eitan”) cei 250 copii din kibuț au trebuit evacuați temporar din precautie, în fața amenințării rachetelor dușmane și a tunelurilor de infiltrație săpate de teroriștii din Hamas și Jihad Islami înspre teritoriul Israelului.  
În 2022 s-au înregistrat în kibuț 787 locuitori.

### 7 octombrie 2023
La 7 octombrie 2023,în paralel cu atacuri de rachete și obuze, 140 teroriști din organizația Hamas, însoțiți și de un număr de locuitori de rând din Fâșia Gaza, au pătruns din vecinătate în kibuț în cadrul Măcelului numit de ei Potopul Al-Aksa,au omorât 64 locuitori, între care copii și bătrâni și au răpit 19 în Fâșia Gaza. Prima victimă ucisă, a cărei nume a fost dată publicității, a fost Ofir Liebstein, care a ieșit din casă ca să apere așezarea în cadrul grupului local de auto-apărare. El a fost în ultimii cinci ani președintele Consiliului Regional Shaar Haneghev si era candidat pentru reînnoirea funcției.
După ce au sosit la kibuț și militari din afară s-a purtat o luptă care a durat peste trei zile până ce așezarea a putut fi curățată de teroriști. În cursul luptei au căzut militari din unitățile Duvdevan și Maglan și din regimentul 202.S-a mai înregistrat o încercare de atac asupra kibuțului și din partea a încă 20 de teroristi. Populația a fost evacuată în alte regiuni din Israel, iar așezarea a fost declarată vreme de câteva luni arie militară închisă.

## Demografia
Populația kibuțului este formată în marea majoritate din evrei laici și o minoritate de evrei religioși.
| Anul      | 1961 | 1972 | 1983 | 1995 | 2001 | 2003 | 2004 | 2005 | 2006 | 2007 | 2008 | 2009 | 2010 | 2011 | 2012 | 2013 | 2014 | 2022 |
| Populația | 78   | 212  | 501  | 587  | 638  | 681  | 690  | 726  | 760  | 760  | 768  | 692  | 687  | 677  | 666  | 669  | 693  | 787  |

## Economia
Kafrit Industries, o uzină de material plastic din Kfar Aza, are acțiuni înregistrate la Bursa din Tel Aviv. Kfar Aza a fost pionier și în domeniul sistemelor automate de irigații în fermele agricole.

## Galerie

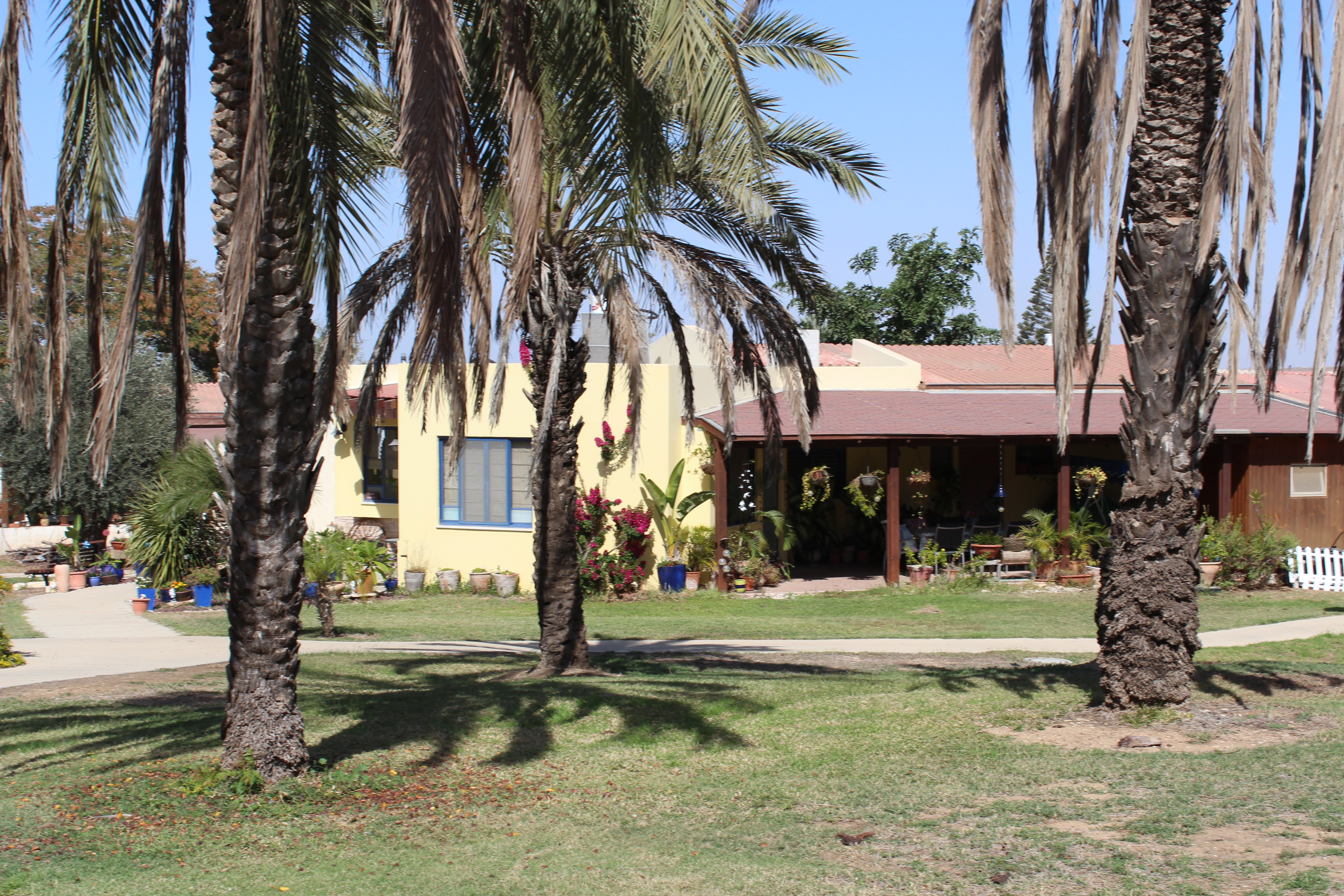
O casă din kibuț
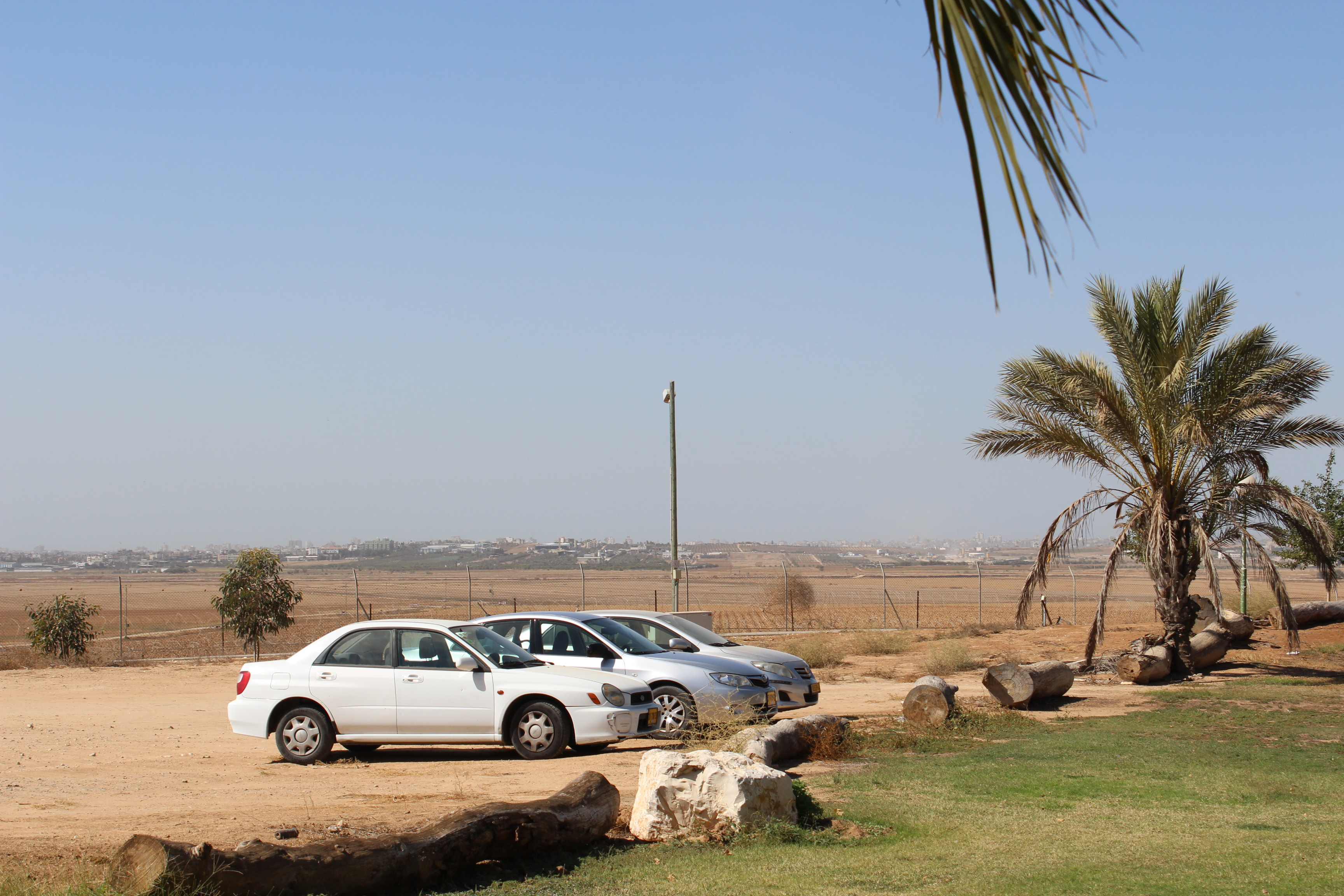
Peisaj din Kfar Aza cu vedere spre Fâșia Gaza în 2013
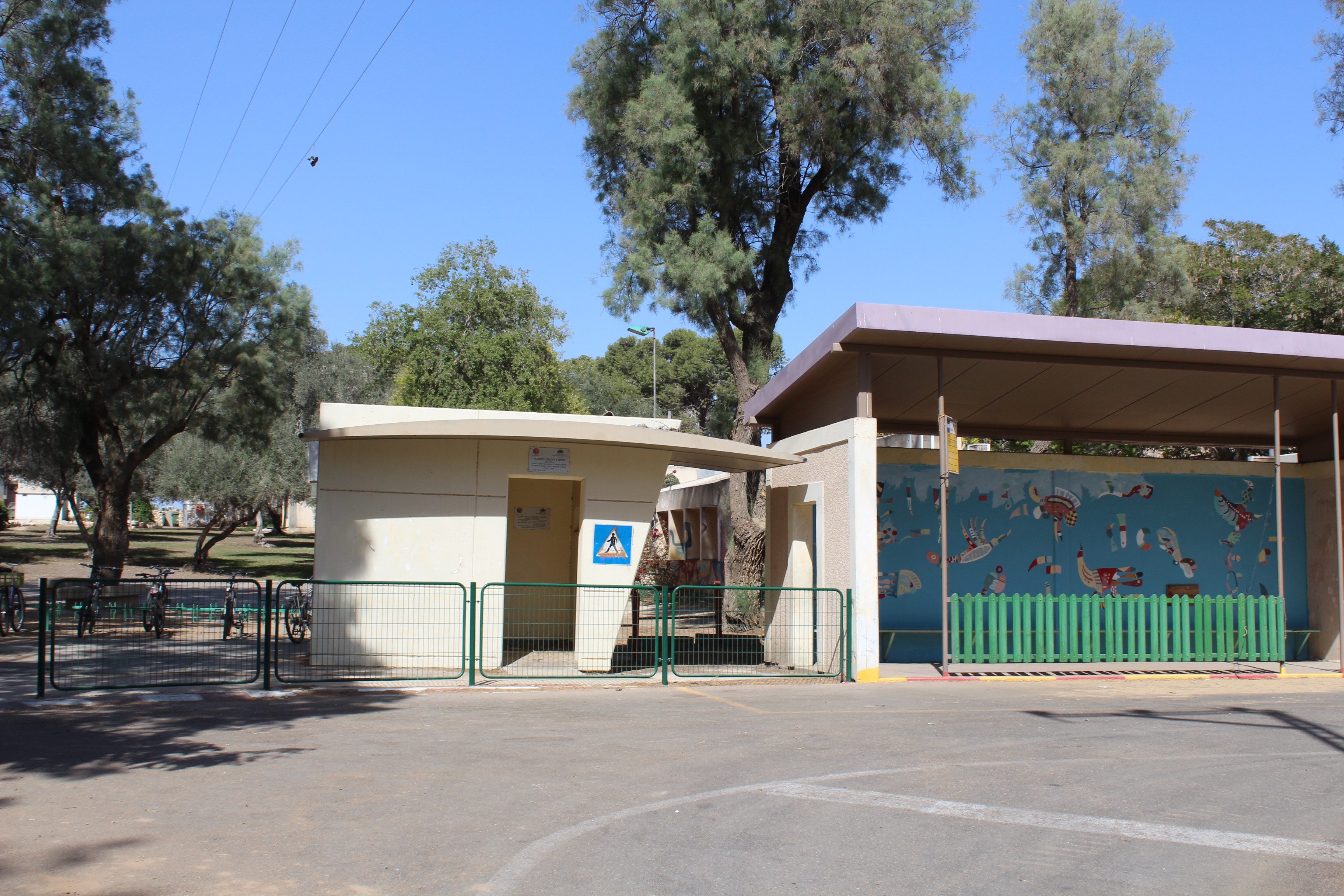
Stația de autobuz cu adăpost
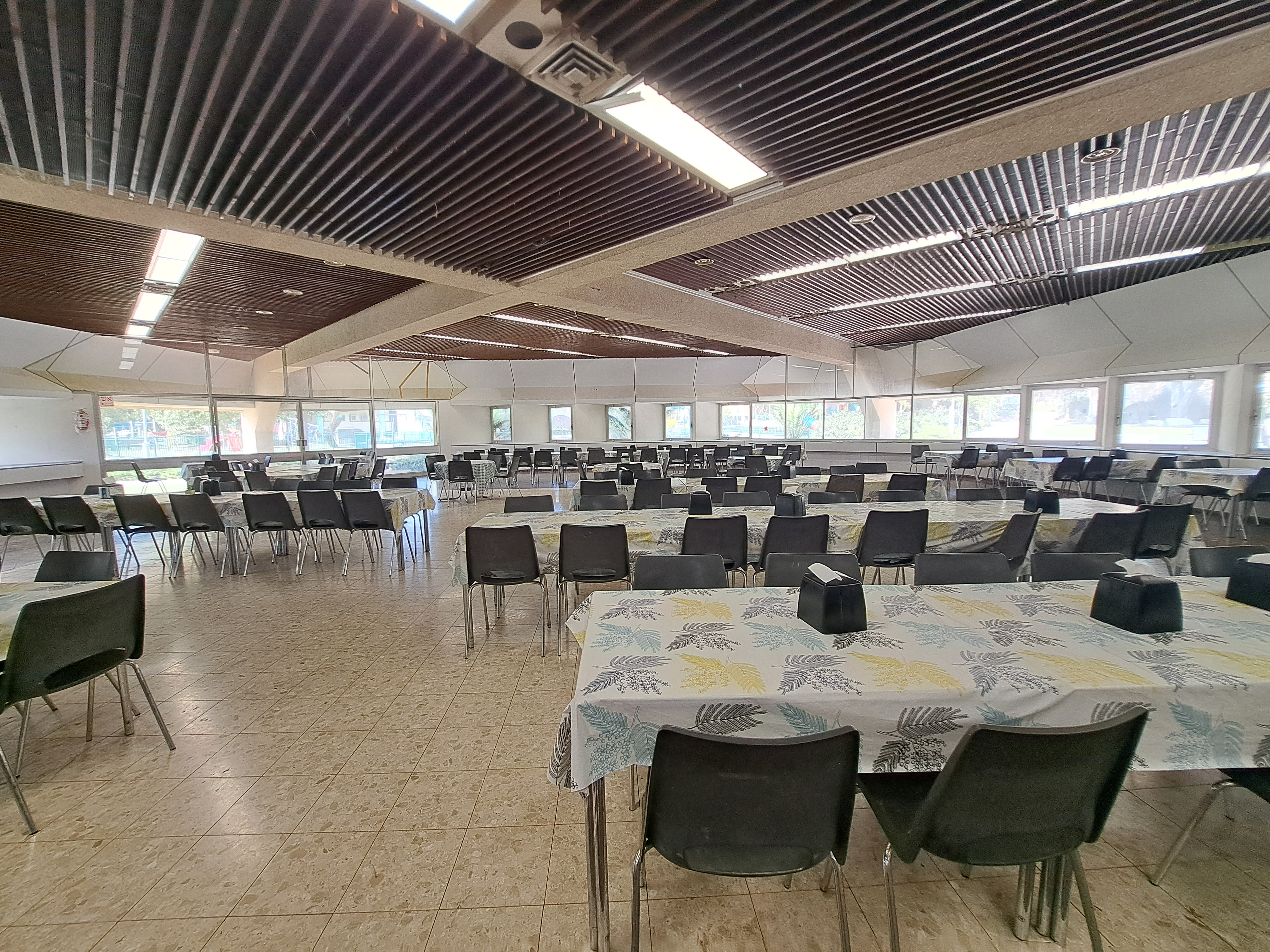
Cantina
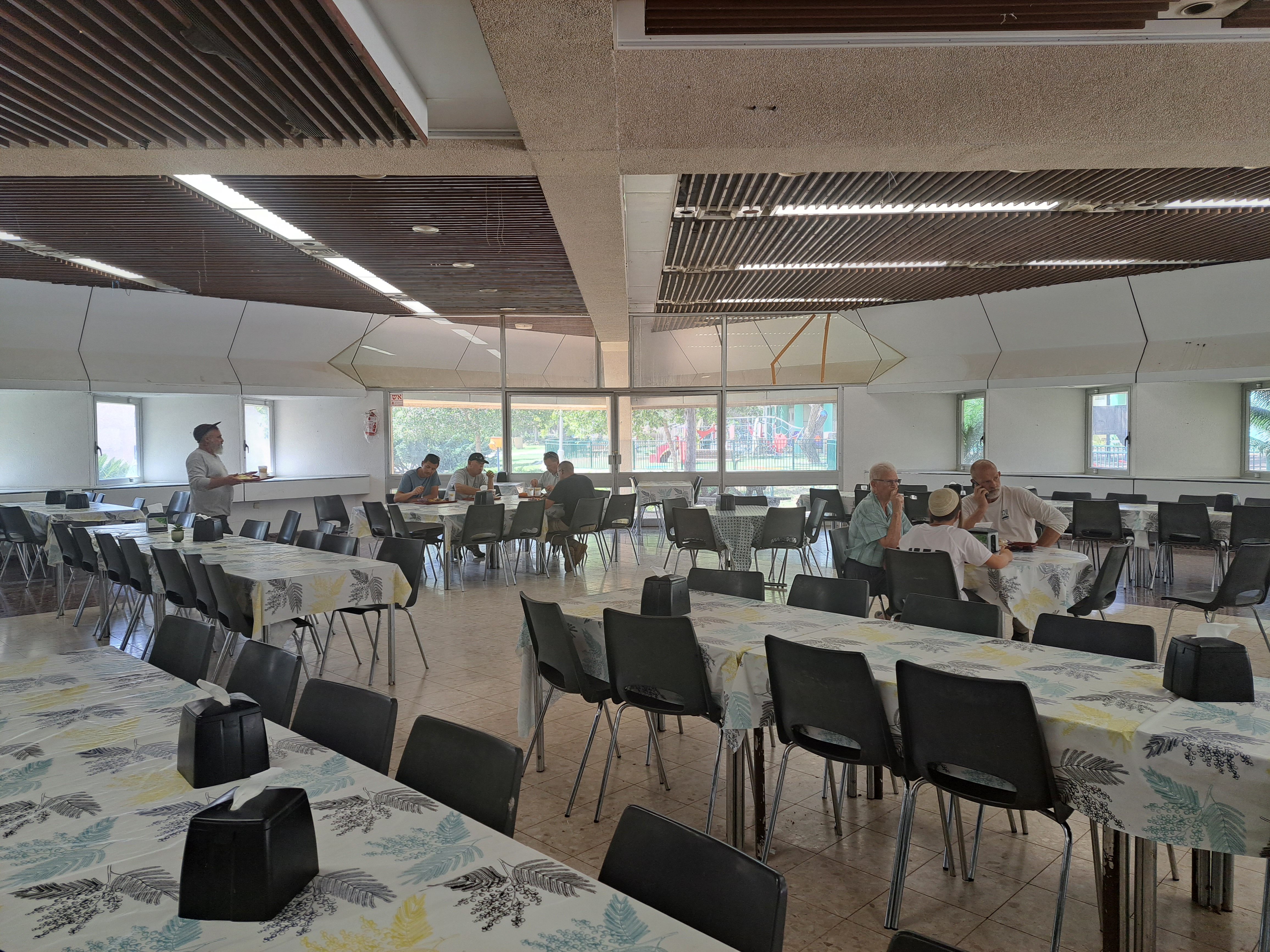
Cantina în timpul prânzului, octombrie 2023
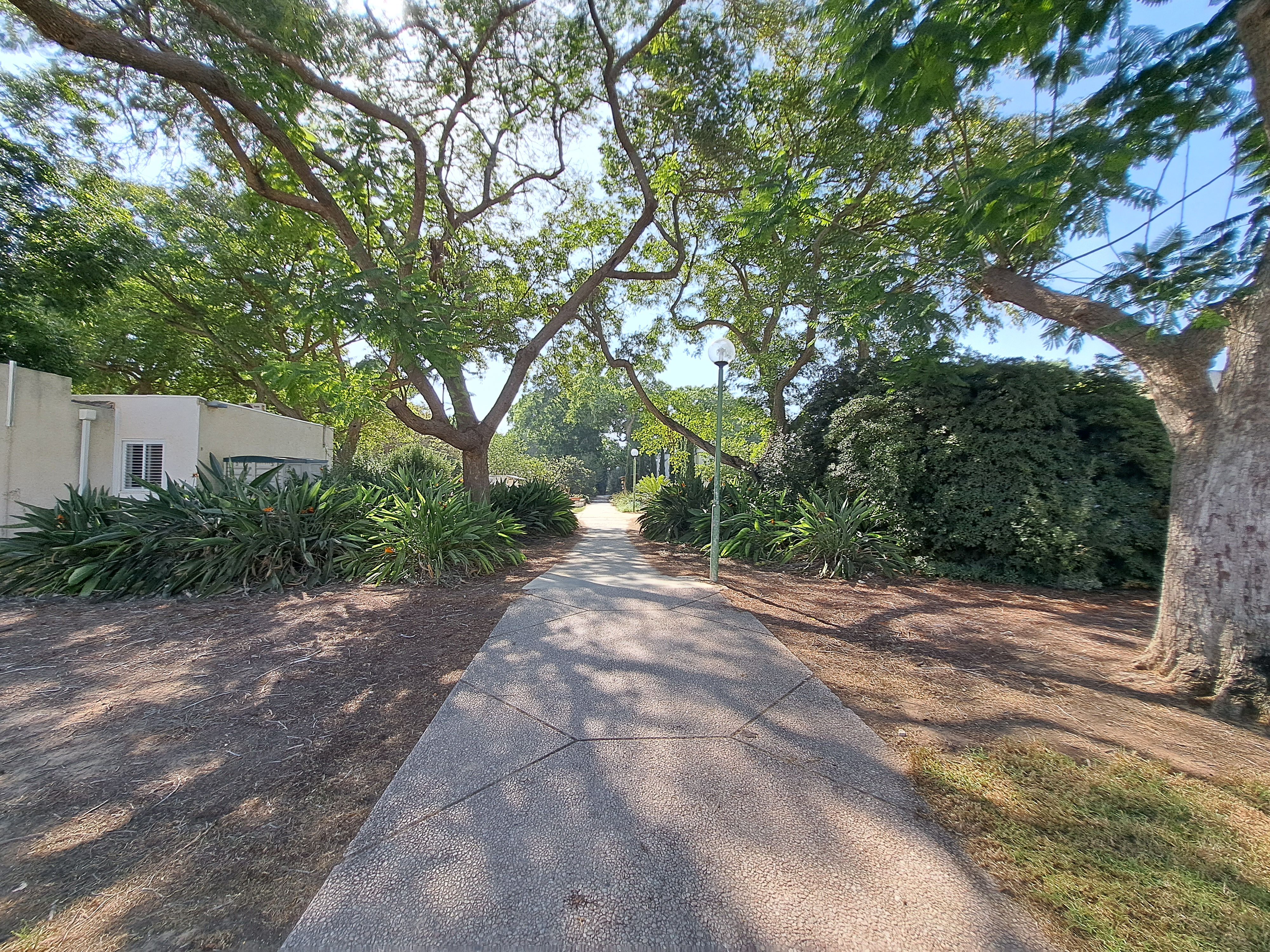
O cărare prin kibuț
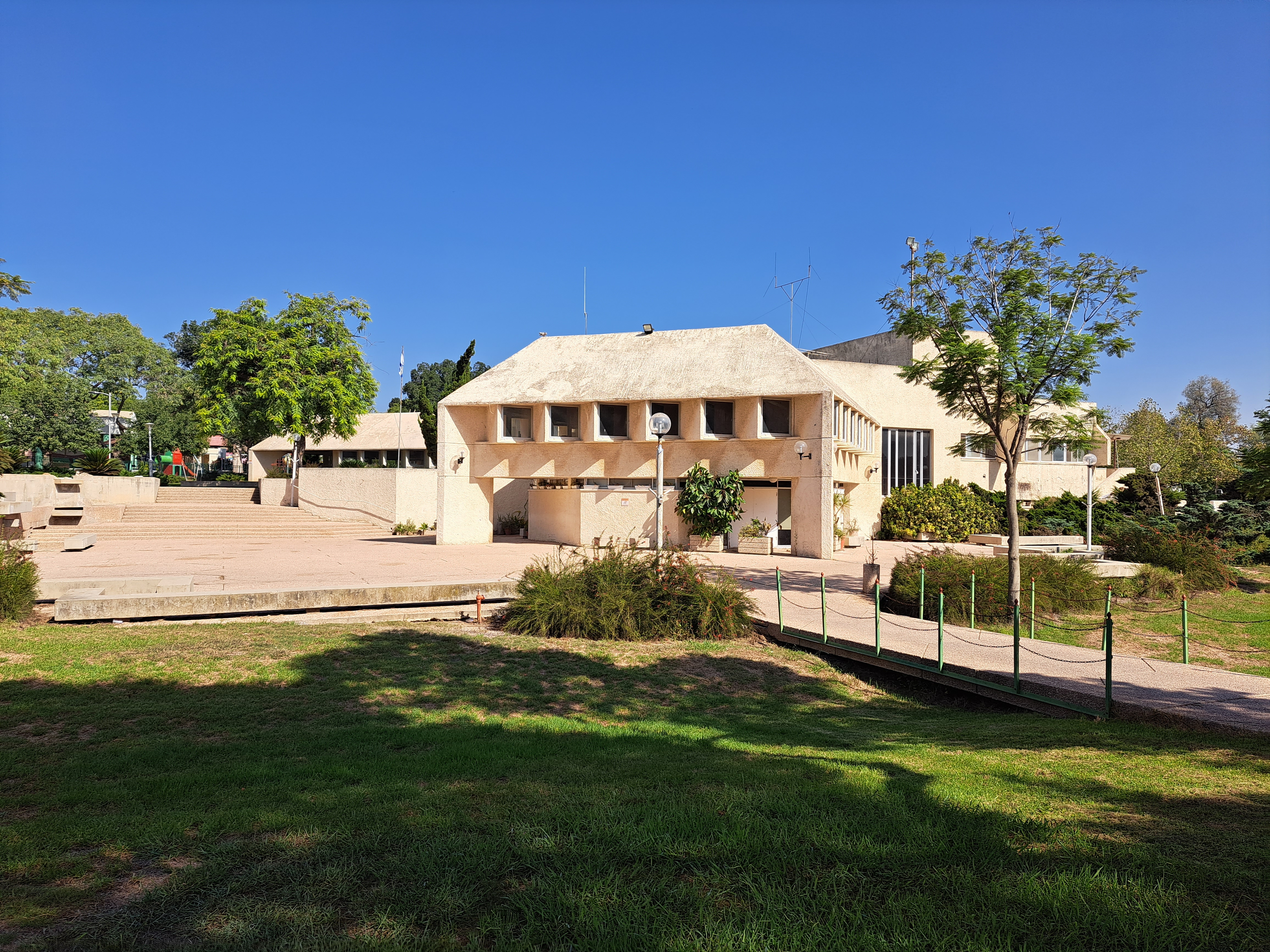
Cantina proiectată de arhitectul Vittorio Corinaldi
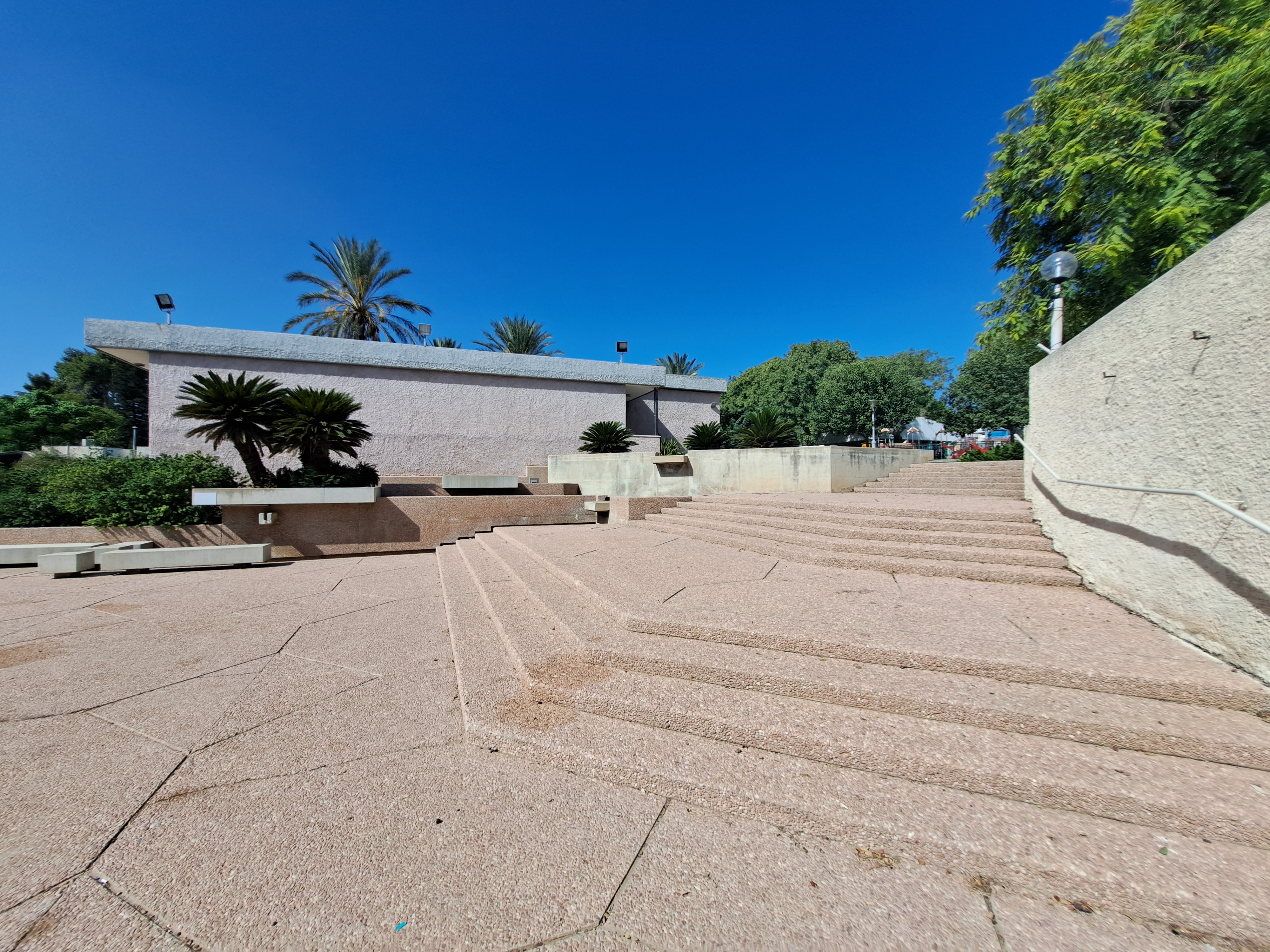
Căminul cultural (nu este activ)
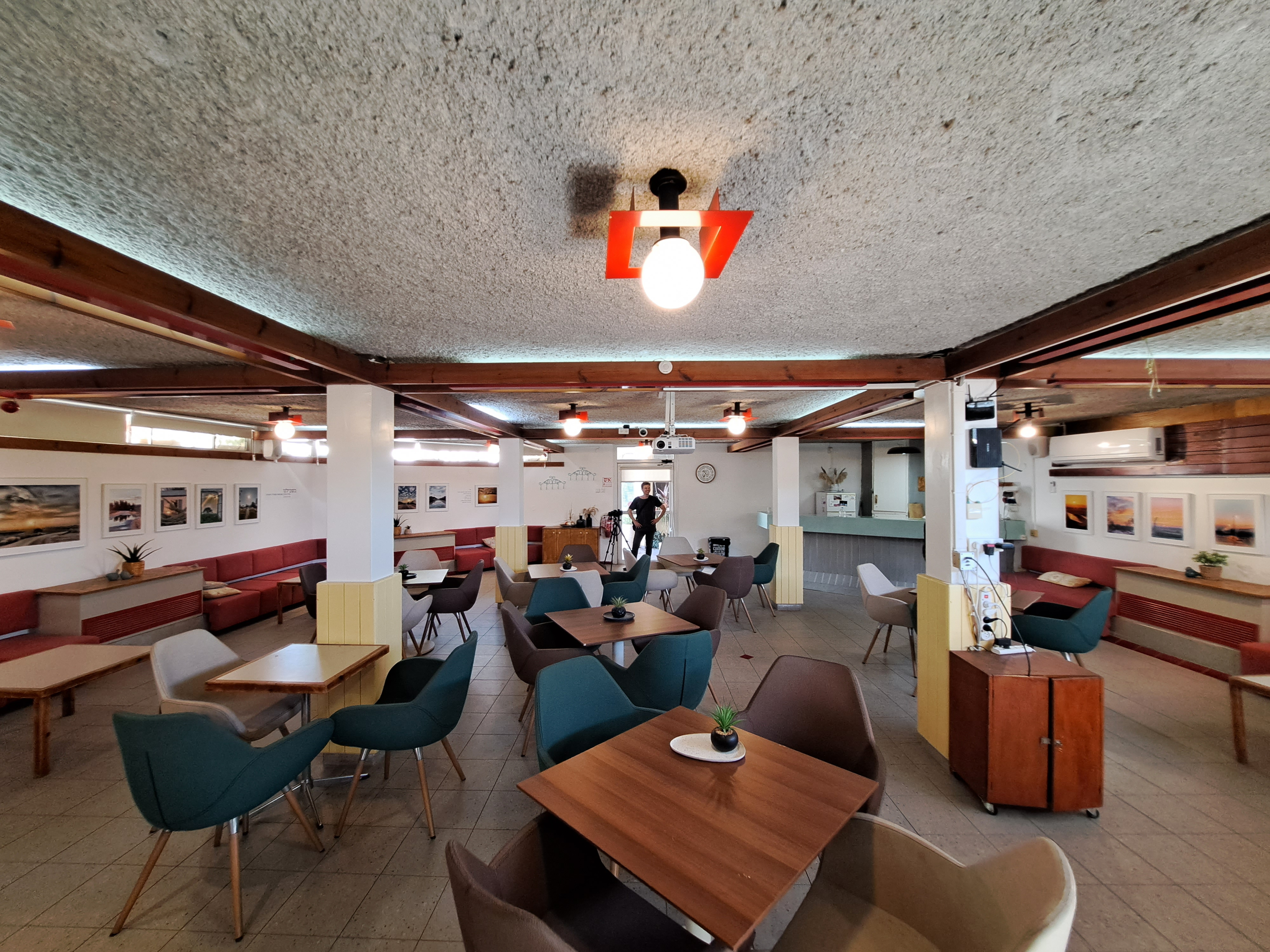
Clubul
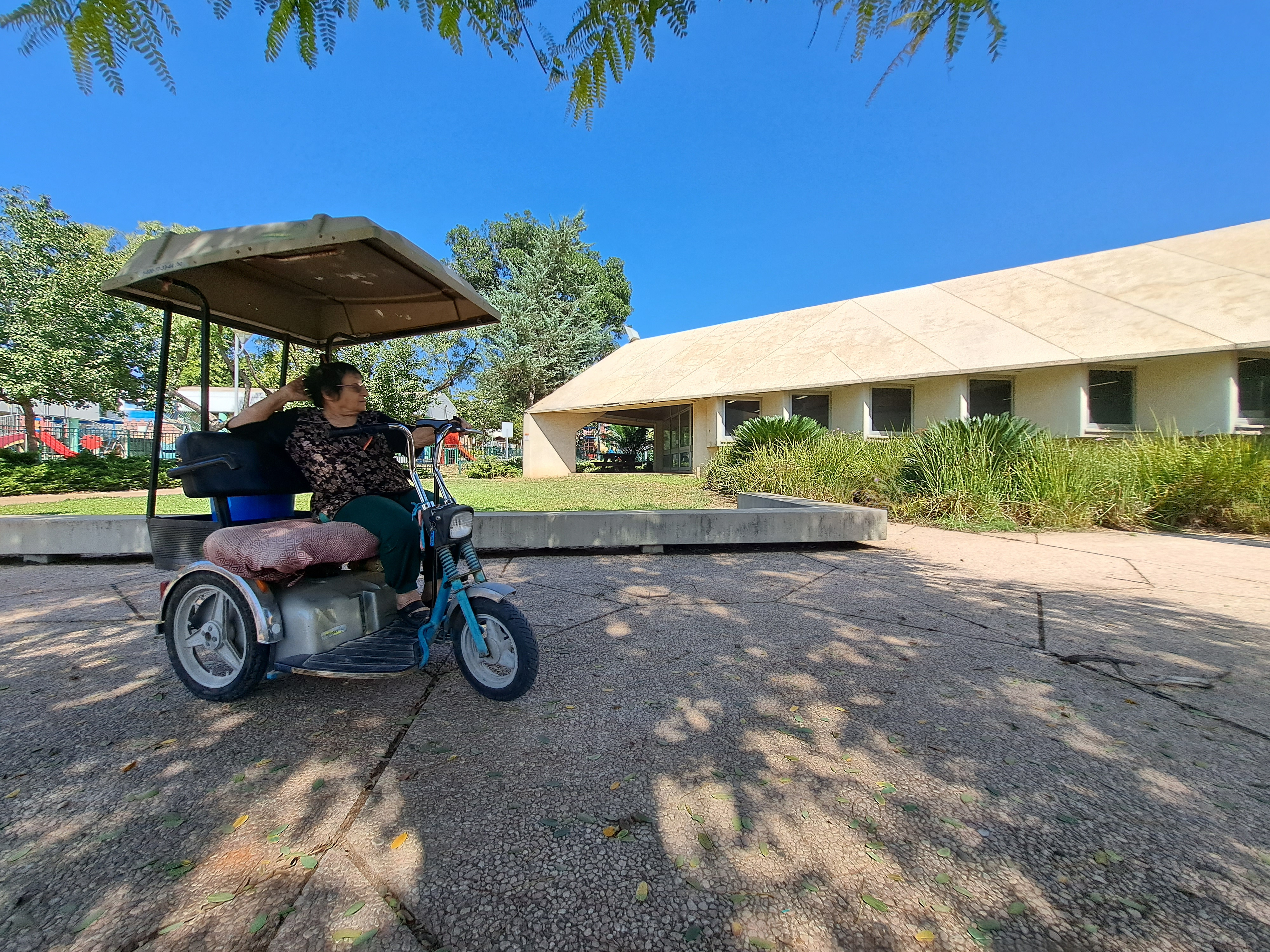
Cantina